# Aixás
[carece de fontes?]
Aixás é uma aldeia localizada no sudoeste de Andorra. Pertence à paróquia de Sant Julià de Lòria. A Oeste, se localiza Civís e Os de Civís, na Espanha , a norte Xixerella, a leste, Santa Coloma e ao sul Aixovall.